# Redcliff Motors Company
Redcliff Motors Company war ein kanadischer Nutzfahrzeughersteller.

## Unternehmensgeschichte
E. G. Wallof gab 1912 sein Unternehmen Wallof Motor Truck Company in Minneapolis in den USA auf. Daraufhin gründete er im kanadischen Redcliff ein neues Unternehmen und setzte 1913 die Produktion von Kraftfahrzeugen fort. Der Markenname lautete nun Redcliff. 1914 endete die Fahrzeugproduktion. Insgesamt entstanden etwa 15 Fahrzeuge in Redcliff. Nach Beginn des Ersten Weltkriegs wurden Waffen gefertigt.

## Fahrzeuge
Im Angebot standen Lastkraftwagen und Omnibusse. Außerdem entstand ein Krankenkraftwagen, der mit Teppichen und einer Toilette ausgestattet war.